# 田鶴浜交通
株式会社田鶴浜交通（たつるはまこうつう）は、石川県七尾市田鶴浜に本社を置くバス事業者である。社団法人日本バス協会の会員にはなっていない。

## 概要
1999年（平成11年）、田鶴浜タクシーが田鶴浜町の委託により町立幼稚園のバス送迎を開始するために開業。現在は旧町内のコミュニティバスの運行も行っている。

## ギャラリー

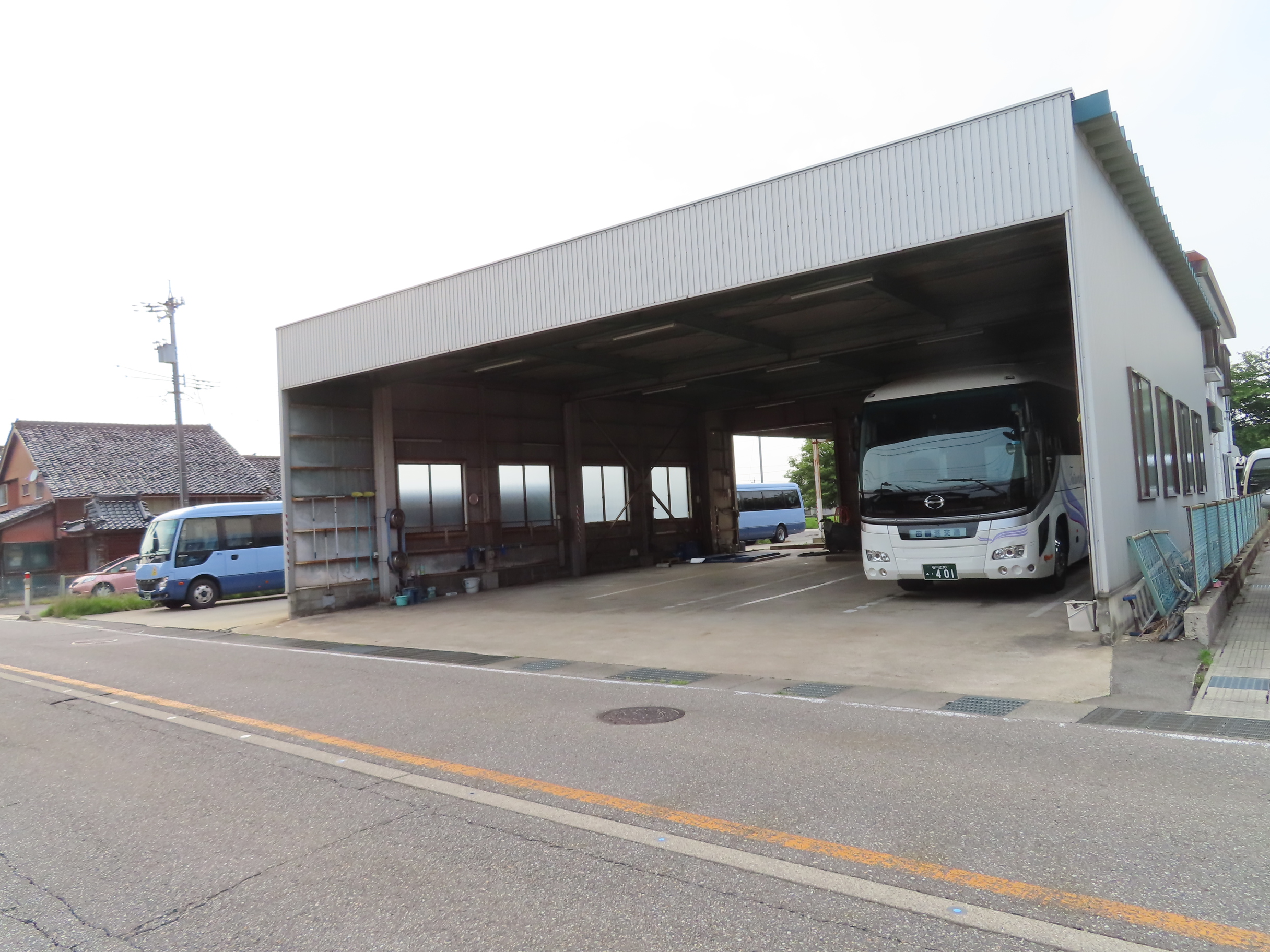
車庫
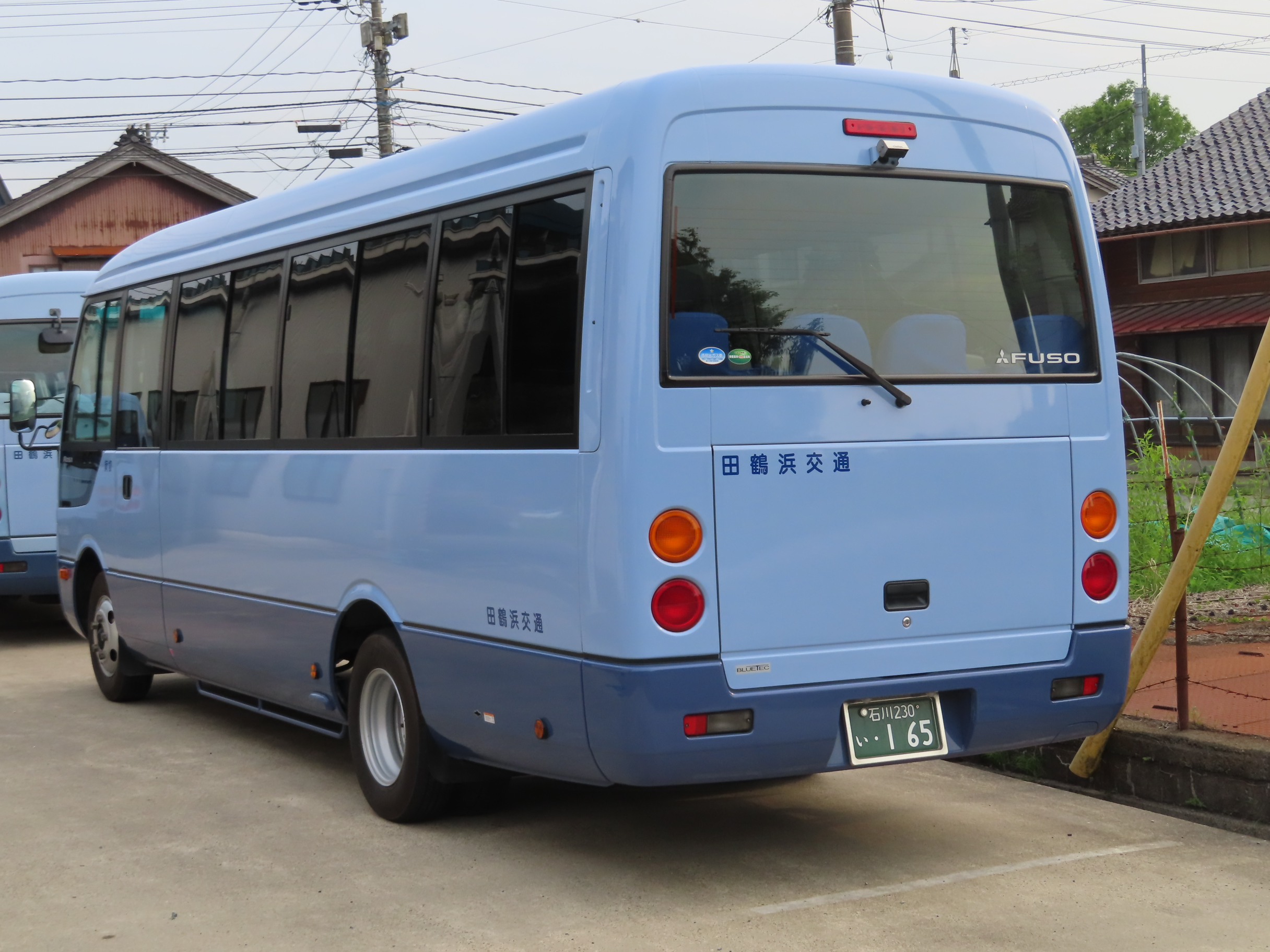
田鶴浜交通のバス
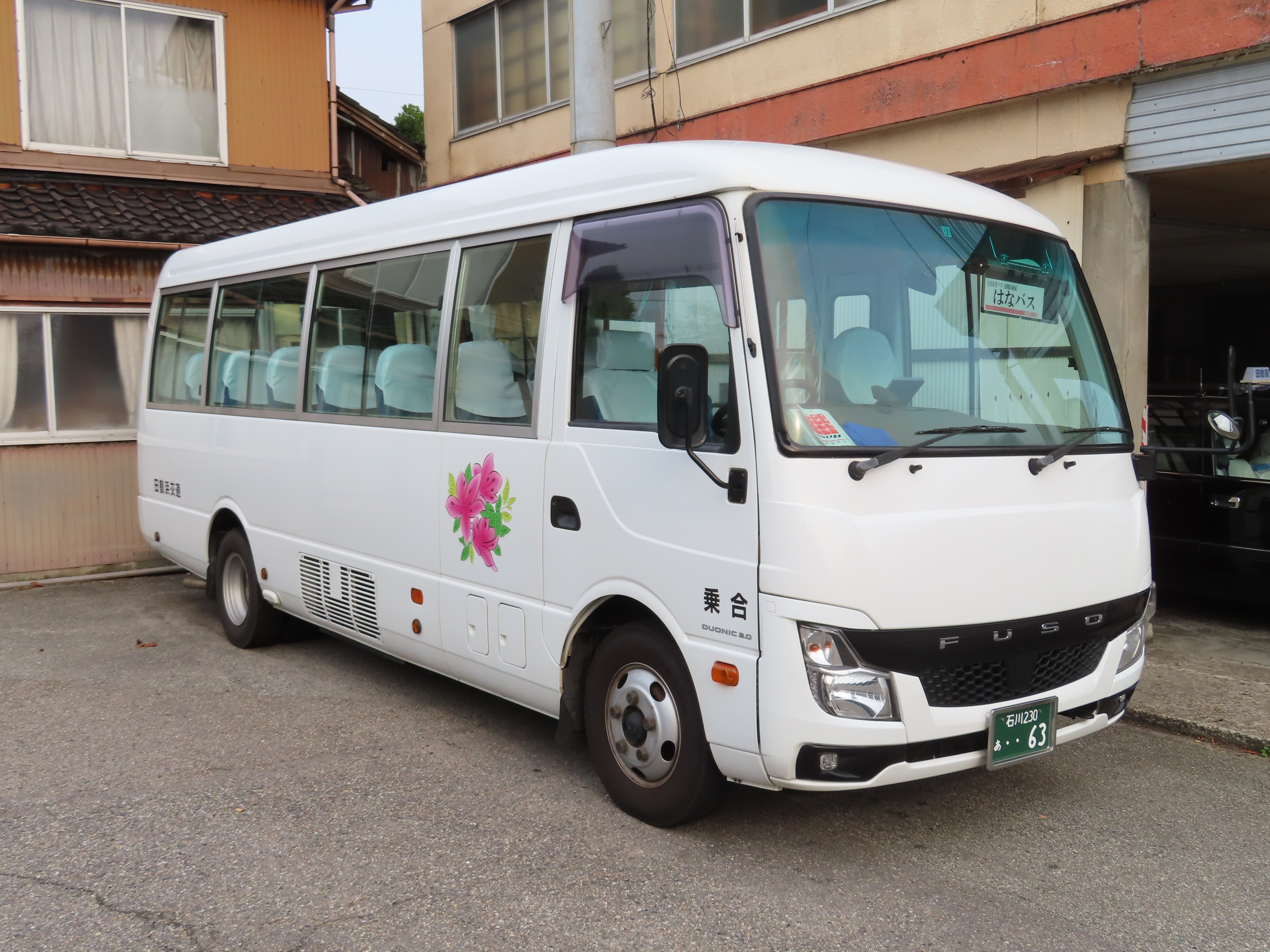
田鶴浜交通のバス。七尾市コミュニティバスに使用されている車両。